# ای خرم از فروغ رخت لاله‌زار عمر
غزلی با مطلع «ای خرم از فروغ رخت لاله‌زار عمر»، غزل شمارهٔ ۲۵۳ از دیوانِ حافظ در تصحیحِ محمد قزوینی و قاسم غنی است.

## در دیگر آثار هنری
سه قطعهٔ خوشنویسی اثر شیخ محمد متعلق به سدهٔ ۹ و ۱۰ ه‍.ق در یکی از مرقع‌های یعقوب‌بیک آق‌قویونلو به شماره‌های ۲۱۵۳ و به‌سال ۸۸۳–۸۹۶ ه‍.ق/۱۴۷۸–۱۴۹۰ م موجود است. این مرقع در کتابخانهٔ توپکاپی‌سرای استانبول نگهداری می‌شود. در این قطعه‌ها بیت‌هایی از غزل «بیا که رایت منصور پادشاه رسید / نوید فتح و بشارت به مهر و ماه رسید» وجود دارد. در ۱۰ قطعه در مرقع H۲۱۰۶ نیز از جمله بیت‌هایی از غزل «ای خرم از فروغ رخت لاله زار عمر / بازآ که ریخت بی گل رویت بهار عمر» دیده می‌شود و مجموعاً ۱۳ قطعه از او وجود دارد.